# ZIU

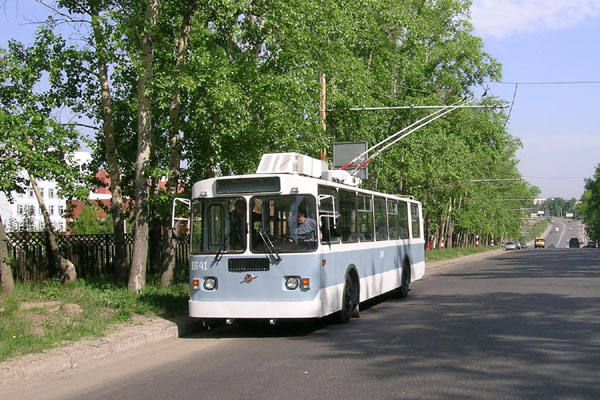
Troles ZiU en Nizhny Novgorod, Rusia. Es un trolebús Uritzky modelo ZiU (epónimo Uritzky honra al jefe de la Cheka de Petrogrado, M. Uritzky.

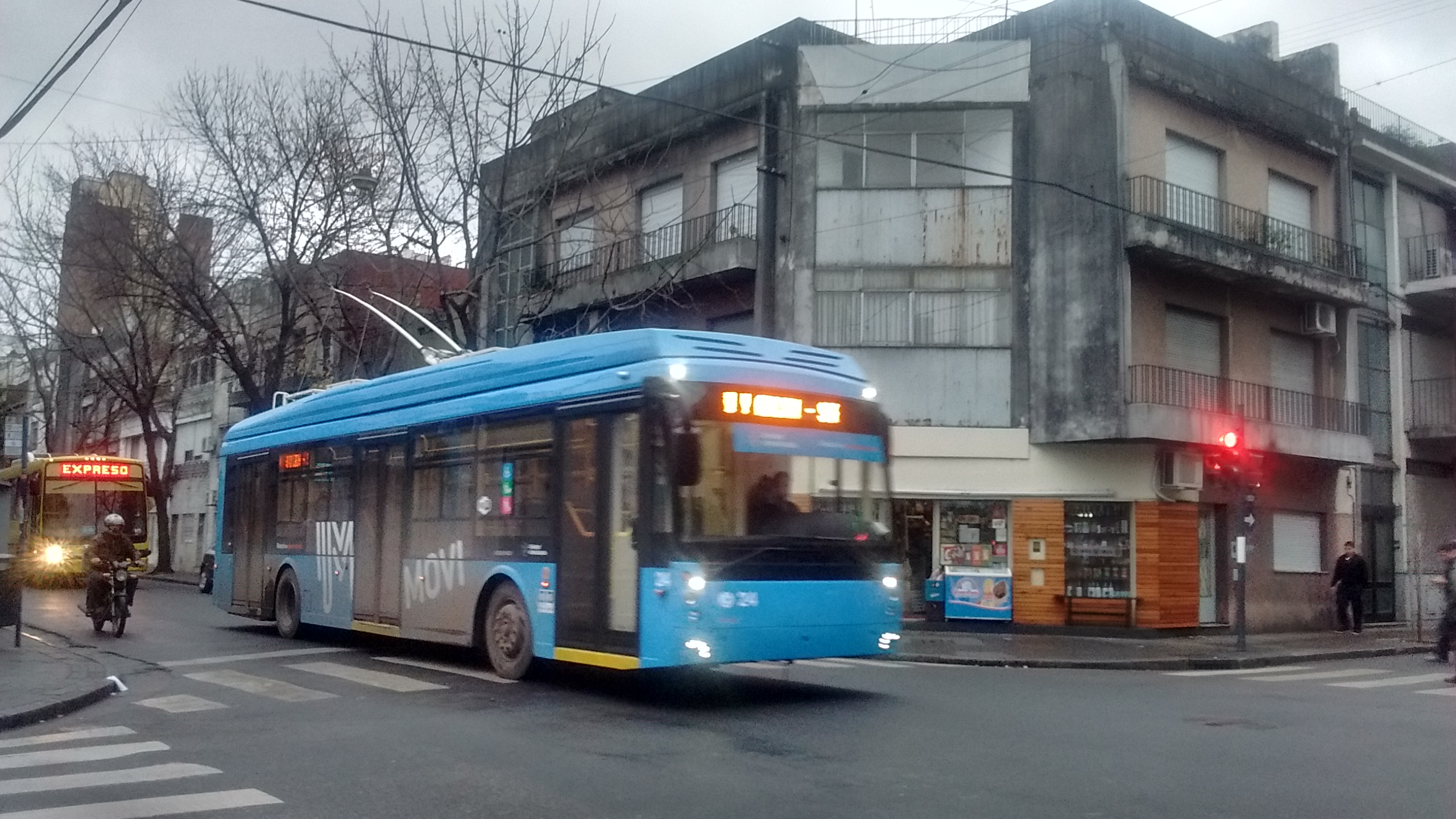
Un Trolza Megapolis de la Línea Q, en la descendente por calle Mendoza, ciudad de Rosario (Argentina). Parte del recorrido, lo hace sin catenarias.

El ZiU-9 (en ruso ЗиУ-9) es un trolebús soviético (desde 1992 ruso). Otros nombres y registros para el mismo vehículo son: ZiU-682, HTI-682 y XTU-682 (respectivamente ЗиУ-682, ХТИ-682 y XTU-682 en cirílico). 
El acrónimo ZiU es: Zavod imeni Uritskogo, que significa "empresa nombrada después de Moisei Uritsky, el revolucionario. Antes de 1996 este 
acrónimo era también una marca del productor de los vehículos, luego se lo cambió Trolza. 
El ZiU fue puesto en producción en serie en 1971, y continúa fabricándose con otros más avanzados en la Fábrica Trolza. El N.º total de ZiU producidos excede los 42 000, siendo este modelo de trolebús, el más numeroso en el mundo.

## Historia y desarrollo

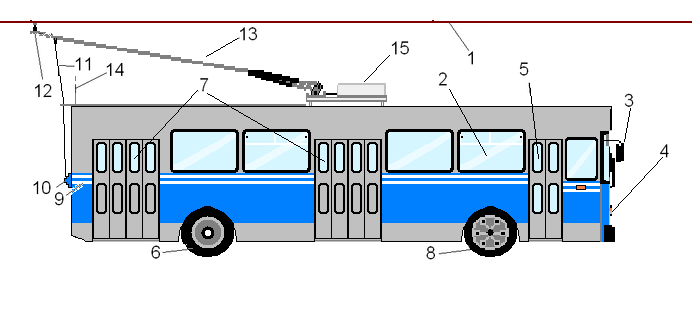
Diagrama del ZIU 9.

La explosión del desarrollo de sistemas de trolebuses en la Unión Soviética en los años 1960 requirió de un gran número de unidades. La flota soviética de los ZiU-5, en 1960, era insuficiente para un transporte masivo de pasajeros; además, aquellos modelos se ajustaban mejor a ciudades medianas que a las grandes megalópolis como Moscú o Leningrado. Además, el ZiU-5 era de chapa de aluminio, caro y complicado tecnológicamente. Las dos puertas del ZiU-5 no funcionaban adecuadamente, en las largas horas de sobretrabajo, muy común en el transporte público soviético. El ZiU-9 fue una exitosa solución para resolver esos problemas. Tiene una puerta extra, y las otras dos, son anchas y puestas en la mitad y atrás del vehículo. La puerta de entrada frontal es confortable para el ascenso del pasajero bajo supervisión directa del conductor. La chapa del ZiU-9 es acerada, más barato y simple d producir que la chapa de aluminio del ZiU-5. El aspecto exterior del ZiU-9 fue influenciado por el trolebús contemporáneo alemán MAN.

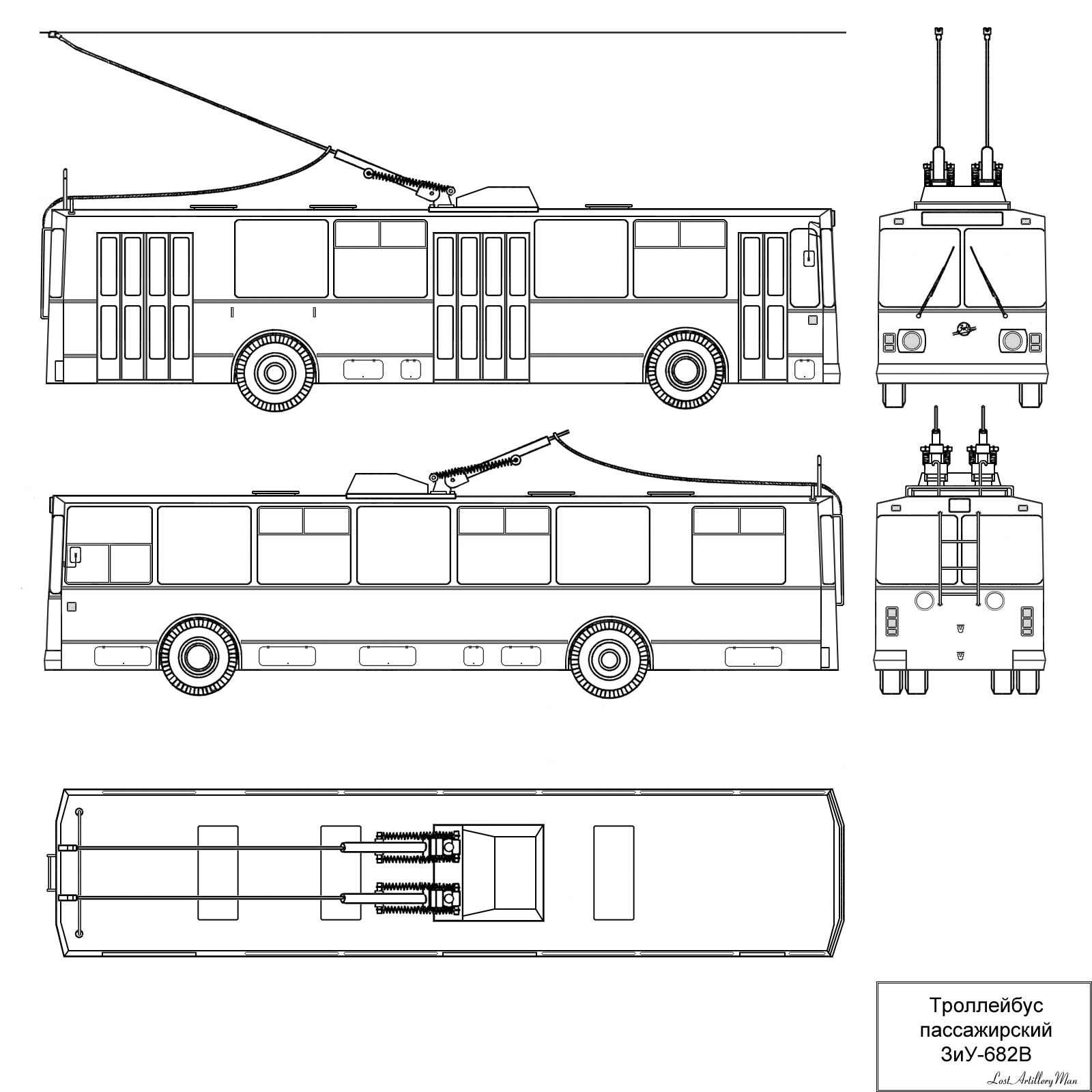
Diagrama del ZIU 9v.

Sin embargo, el equipo eléctrico del ZiU-9 era inferior al ZiU-5, solo la potencia del motor principal estaba incrementada. El sistema indirecto de controles por resistores de la corriente eléctrica estaba ligeramente modificado para dar al motor un incremento de potencia. Cuando se desarrolló el diseño occidental del control por semiconductores, los ingenieros soviéticos decidieron mantener el viejo sistema de resistores para simplificar el mantenimiento (el personal de Service soviéticos, y luego rusos son gente conservadora, resistente a los cambios e innovaciones). Los primeros prototipos se probaron en Moscú en 1971 y fueron aprobados para producción en serie, luego de ajustes menores de diseño.
El N.º '9' del nombre del vehículo fue el índice del proyecto inicial del grupo de diseño. Sin embargo, luego de fabricados muchos, los nuevos trolebuses recibieron el '682' de una clasificación unificada de vehículo de transporte público no-FF.CC. Así todas las series se designaron ZiU-682. Pero el N.º 682 es difícil de pronunciar y el más corto '9' aún perduraba en el lenguaje cotidiano de conductores y técnicos. En 1986 el ZiU-682 se designó HTI-682. Pero no fue el fin de renombrar el mismo vehículo, ya que el acrónimo ruso HTI se escribe en el alfabeto cirílico como ХТИ y estas tres, en 1995 se confundían con las letras latinas XTU. Así este acrónimo latino se convirtió en nombre oficial del vehículo.

## Modificaciones
Varias mejoras se hicieron durante la producción en serie, para mejorar el diseño del ZiU-9. Cualquier cambio se designa por una letra de serie, después del '9' o del '682':
- (1971) ZiU-9 - primer prototipo
- (1972) ZiU-9B (ЗиУ-9Б) - primer gran serie
- (1976) ZiU-9V (ЗиУ-9В) - mejoras en equipo eléctrico
- (1992) ZiU-9G (ЗиУ-9Г) - apertura de puertas eléctro-mecánico se reemplazó a neumático, la estructura del vehículo se aligeró, luego la vida útil se acortó.

Esta variante de la producción en serie, hizo al trolebús el más barato del mercado doméstico de Rusia. El nombre full oficial con menores cambios es el XTU-682ГОЕ-012
Muchas fábricas en Rusia o Bielorrusia desarrollaron sus propias copias sin licencia o semi-licenciadas del diseño ZiU-9. Todas dieron diferentes designaciones y marcas registradas, pero en lenguaje coloquial todos las llaman "Clones ZiU-9".

## Operadores

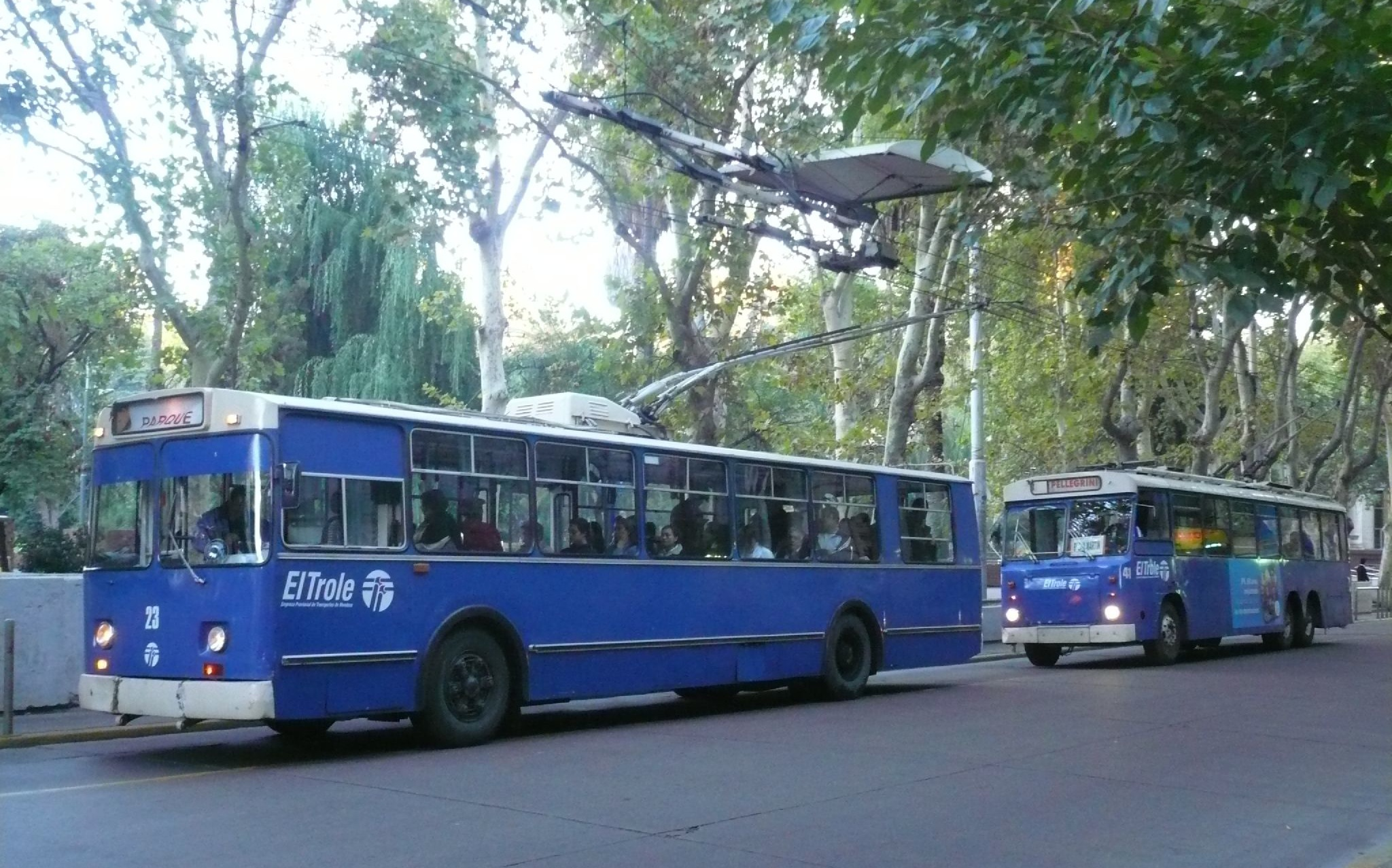
Un ZIU-9 en Mendoza, 2008

El ZiU-9 trabaja en muchas ex repúblicas de la ex URSS menos los estados Bálticos. También se vendieron a Grecia, Colombia, Argentina, Finlandia, Mongolia y 
países del ex bloque del este. En 2004, la ILPAP, que opera los trolebuses en Atenas, Grecia donaron todos sus viejos ZiU-9 a la ciudad de Belgrado.